# Kadour Naimi

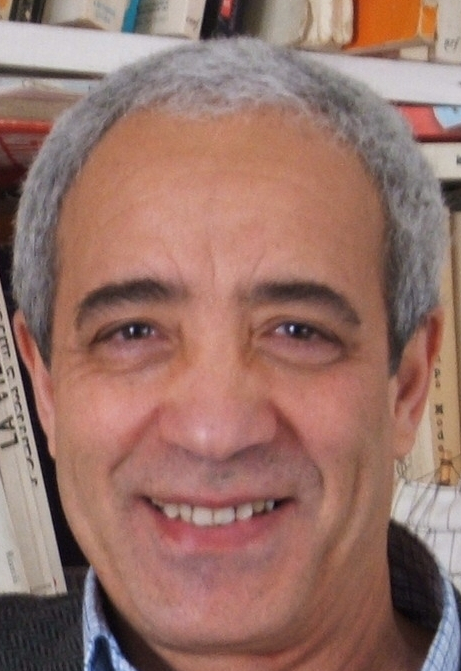
Kadour Naimi (2009)

Kadour Naimi (arabisch قدور نعيمي, DMG Qaddūr Naʿīmī; * 4. November 1945 in Sidi bel Abbès, Algerien) ist ein algerisch-französisch-italienischer Filmproduzent, Drehbuchautor, Dramatiker und Schauspieler.

## Leben und Karriere
Naimi, dessen Vater Schuhmacher und seine Mutter Hausfrau war, besuchte nach dem Abitur von 1965 bis 1966 die Universität von Oran, wo er ein Doppelzertifikat für allgemeine literarische Studien in Französisch und Arabisch erhielt. Von 1966 bis 1968 besuchte Naimi die École supérieure d'art dramatique de Strasbourg in Straßburg, wo er Inszenierung und Dramaturgie studierte. Anschließend kehrte er nach Algerien zurück und arbeitete in verschiedenen Funktionen in der Theaterbranche.
Ende 1973 emigrierte er nach Belgien. Von 1974 bis 1979 studierte er Soziologie an der Université catholique de Louvain. Von 1979 bis 1982 promovierte er in Soziologie der Revolutionen. Ab den 80er Jahren interessierte sich Naimi zunehmend für das Kino und die Filmbranche. 1982 wanderte er nach Italien aus und erlangte die italienische Staatsbürgerschaft.
Seine erste Filmrolle hatte er in dem Oscar nominierten Kurzfilm Senza parole von 1996. Es folgte eine Besetzung in einer Folge der Fernsehserie Don Matteo im Jahr 2001 an der Seite von Terence Hill. Zwischen 1997 und 2014 war Naimi in sechs Spielfilmen oder Dokumentationen als Autor, Regisseur und Produzent beteiligt.
Seit Oktober 2016 arbeitet er regelmäßig an Zeitungen und soziologischen Rezensionen mit, unter anderem bei der französischsprachigen Zeitung Le Matin d'Algérie.
Im September 2018 gründete er die Editions Electrons Libres, die kostenlose Text- oder Hörbücher in elektronischer Form in französischer, italienischer und algerischer Sprache anbietet.
Zurzeit lebt Naimi in China. Neben Französisch spricht er Englisch, Italienisch und Chinesisch.

## Filmografie

### Schauspieler
- 1996: Senza parole
- 2001: Don Matteo (Fernsehserie, Episode 2x10)

### Drehbuchautor, Produzent und Regie
- 1997: Maldoror
- 1999: Where the Dream Becomes a Reality
- 2003: Piazza del Mondo: World's Square
- 2007: Jesce Sole: Rise Up Sun
- 2012: La création de La tendresse les enfants
- 2014: Oriole Sings Swallow Dances